# Église protestante Saint-Martin de Jebsheim
L'église protestante Saint-Martin est un monument historique situé à Jebsheim, dans le département français du Haut-Rhin. La paroisse est membre de l'Union des Églises protestantes d'Alsace et de Lorraine.

## Historique
L'édifice fait l'objet d'une inscription au titre des monuments historiques depuis 1996.
L'orgue, de 1957, est de Georges Schwenkedel.